# المعراضة (الرضمة)

تعديل مصدري - تعديل

المعراضة محلة تابعة لقرية شعب السنف، التابعة لعزلة سودان بمديرية الرضمة إحدى مديريات محافظة إب في الجمهورية اليمنية.، بلغ تعداد سكانها 118 حسب تعداد اليمن لعام 2004.